# IC 295
IC 295 — галактика типу SB0-a (компактна витягнута галактика) у сузір'ї Персей.
Цей об'єкт міститься в оригінальній редакції індексного каталогу.